# Consulat général d'Arménie à Lyon
Le consulat général d'Arménie à Lyon est une représentation consulaire de l'Arménie en France. Il est situé passage Feuillat, à Lyon.